# Alain-René Lesage
Alain-René Lesage (Le Sage) (ur. 6 maja 1668 w Sarzeau, zm. 17 listopada 1747 w Boulogne) – francuski pisarz i dramaturg urodzony w Sarzeau (Bretania).

## Życie
Syn adwokata Claude'a Le Sage i Jeanne Brenugat, którzy prędko osierocili syna, podczas gdy rodzinny majątek podzielony został między jego opiekunów. Nauki pobierał w jezuickim kolegium w Vannes, a mając 25 lat kontynuował studia prawnicze w Paryżu. W roku 1692 został członkiem palestry.
Karierą literacką zapoczątkował zarobkowym tłumaczeniem dzieł znanych autorów hiszpańskich, takich jak Calderon, de Rojas, Lope de Vega; przełożył też na francuski Nowe przygody Don Kichota de Avellanedy. Najbardziej zasłynął jako autor powieści Diabeł kulawy (będącej w istocie adaptacją hiszpańskiego utworu) oraz powieści pikarejskiej Przypadki Idziego Blasa. W roku 1709 wystawił krytyczną sztukę Turcaret, czyli finansista, będącą śmiałą satyrą na rodzimą finansjerę.

## Twórczość (wybór)
przekłady i adaptacje
- Le Traître puni
- Point d'honneur
- Don Félix de Mendoce
- Aventures de Guzmán d'Alfarache, 1732 (wersja francuska)

sztuki sceniczne
- Don César Ursin, 1707
- Les Étrennes, 1707
- Crispin rival de son maître, 1707
- Turcaret ou le financier, 1709
- Arlequin Mahomet, 1714
- La Boîte de Pandore, 1721
- Les Amants jaloux, 1735

powieści
- Le Diable boiteux, 1707 (Diabeł kulawy)
- Gil Blas (Idzi Blas) (wersja angielska, wersja francuska)
  - Histoire de Gil Blas de Santillane (księgi I-VI), 1715
  - Histoire de Gil Blas de Santillane (księgi VII-IX), 1724
  - Histoire de Gil Blas de Santillane (księgi X-XII), 1735
  - Histoire de Gil Blas de Santillane (dokończenie) 1747
- Les Aventures de monsieur Robert Chevalier, dit de Beauchêne, capitaine de flibustiers dans la Nouvelle-France, 1732 (wersja francuska
- Estevanille Gonzalès, 1734
- Le Bachelier de Salamanque, 1736 (wersja francuska)
- La Valise trouvée, 1740 (wersja francuska)
- Mélange  amusant de saitties d'esprit et de traits historiques les plus frappants, 1743